# Afragola
Afragola (/afraˈɡola/, en napolitain Afravola), est une ville de Campanie, en Italie. Elle est située dans l'aire urbaine de Naples. Sa population s'élève à 61 881 habitants en 2022.

## Toponymie
La première mention du village d'Afragola remonte à l'an 1131, où il apparaît sous le nom de Afraore. Plusieurs autres variantes du nom coexistent par la suite, tel que Afragone, Afraolla, Fraolla ou Afrangola. Finalement, le nom de la ville semble se stabiliser pendant la domination angevine et aragonaise, en tant que Villa Fragorum. Ce n'est qu'à l'époque moderne qu'elle assume son nom actuel, dérivé de la prononciation de Villa Fragorum dans le vernaculaire napolitain de ses habitants.

## Géographie
Afragola est située dans l'ancienne Campania Felix (it) romaine, une des régions les plus fertiles de la péninsule à cette époque-là, en raison du fleuve Volturno.
Son centre-ville se trouve à moins de 10 km de celui de Naples, et la municipalité est limitrophe de Acerra, Caivano, Cardito, Casoria et Casalnuovo di Napoli.

## Histoire
À l'Âge du bronze, le site est occupé par de petits villages, qui sont balayés par une éruption vésuvienne nommée Pomici di Avellino.
Au VIe siècle av. J.-C., la région est dominée par les Étrusques, puis à partir de -424 par les Samnites.
Rien n'indique que des populations vécurent de façon permanente sur le site d'Afragola en ces époques, ni sous la domination romaine, car les premières installations durables apparaissent au Xe siècle seulement, formant trois petits villages qui se soudent au XIIIe siècle pour constituer une agglomération, cependant divisée en fiefs. Le statut de municipalité ne sera reconnu qu'en 1809.
En 1633 est bâtie la basilique Sant'Antonio, et un couvent franciscain adjacent.
En 1799, le bourg est inclus dans l'éphémère République parthénopéenne.
Sous le régime fasciste, la zone urbaine s'étend, des égouts sont creusés, et le 5 octobre 1935 Afragola devient officiellement une ville.
En septembre 1943, les forces allemandes y installent un camp de prisonniers. Cependant, en octobre de la même année, la ville tombe aux mains des Alliés, qui y ouvrent en un autre endroit le Campo di internamento di Afragola (it), à l'emplacement d'un tout premier centre de détention militaire italien.
Le 19 janvier 2019 eut lieu une manifestation contre l'emprise de la mafia napolitaine sur la ville, à la suite de huit attentats à la bombe commis en deux mois en raison d'un conflit larvé entre l'État et la Camorra. Ces attentats détruisent des biens, sans être meurtriers.

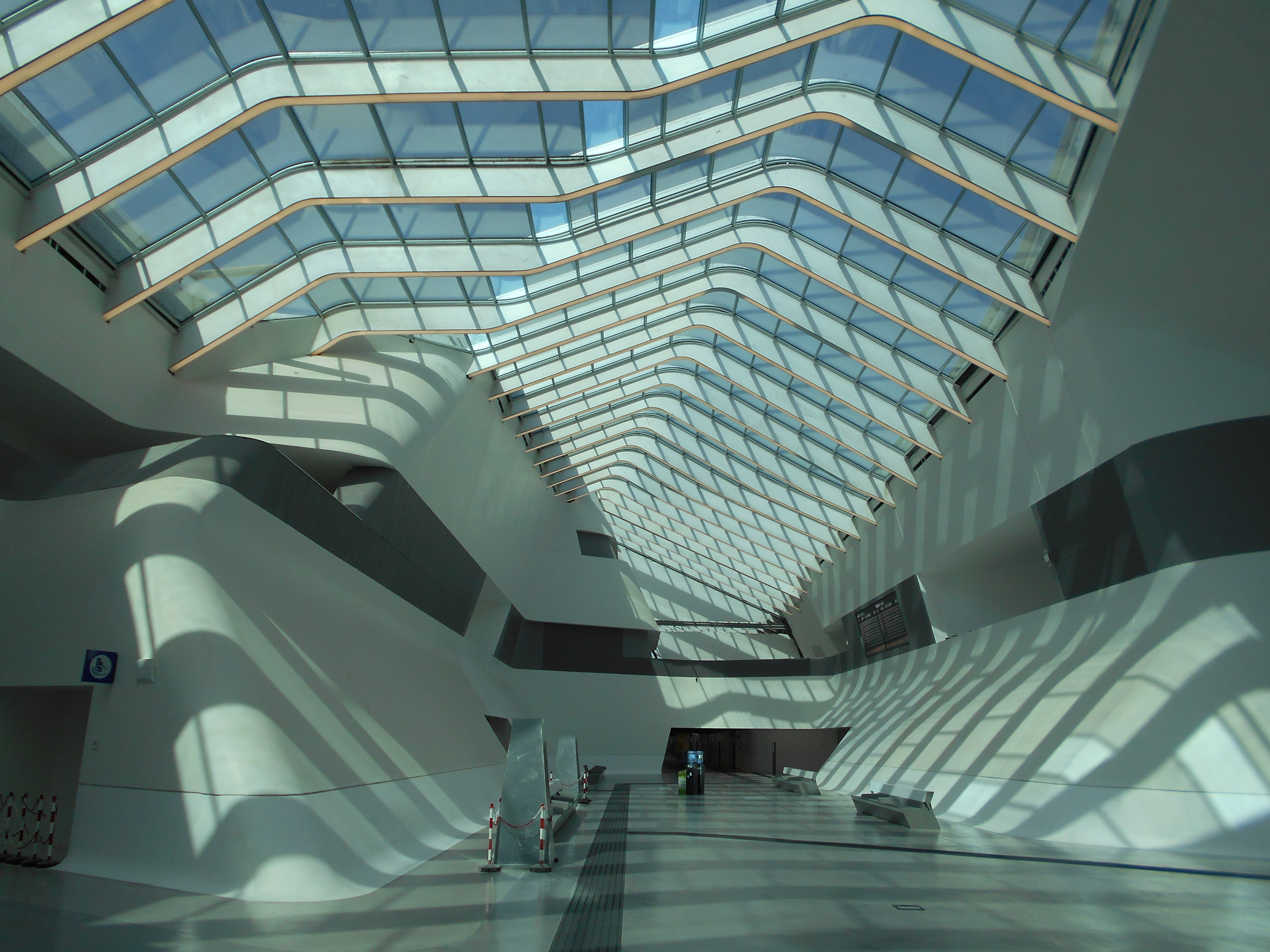
Gare de la ligne à grande vitesse Rome-Naples.

Le 6 juin 2017 est inaugurée la gare ferroviaire Napoli-Afragola, projet de l'architecte Zaha Hadid. Future plaque tournante des liaisons ferroviaires dans le Sud de l'Italie, elle accueillera plusieurs lignes à grande vitesse sur lesquelles pourront circuler des TGV, mais aussi des lignes régionales. Elle permettra une meilleure liaison entre les villes de Naples, Bari, Reggio de Calabre et l'Europe du Nord.

## Agressions sexuelles
Des cas d’agressions sexuelles sont signalées dans « plusieurs monastères dont la basilique de Sant’Antonio d’Afragola », les deux prêtres Domenico Silvestro et Nicola Gildi sont arrétés après avoir effectué un cambriolage destiné à faire disparaître des preuves,.

## Culture

### Personnalités nées à Afragola
- Toni Servillo, acteur italien né le 25 janvier 1959.
- Antonio Bassolino, ministre et député italien.
- Vincenzo Spadafora, député italien.
- Luigi Troiani, joueur de rugby italien.

## Administration
| Période                                  | Période | Identité | Étiquette | Qualité |
| ---------------------------------------- | ------- | -------- | --------- | ------- |
|                                          |         |          |           |         |
| Les données manquantes sont à compléter. |         |          |           |         |

### Communes limitrophes
Acerra, Caivano, Cardito, Casalnuovo di Napoli, Casoria